# Чингіз Мустафаєв (журналіст)
Чингіз Мустафаєв (азерб. Çingiz Fuad oğlu Mustafayev; 29 серпня 1960 — 15 червня 1992) — азербайджанський цивільний та військовий журналіст, який зробив великий внесок у розвиток національного телебачення. Національний герой країни. З початком воєнних дій в Нагірному Карабаху він повністю присвятив себе військовій журналістиці, ризикуючи своїм життям. Зняв на камеру наслідки Ходжалинської різанини.

## Біографія
Народився 29 серпня 1960 року в Володимирському районі Астраханської області. У віці 14 років разом з сім'єю переїхав у Баку. Після закінчення в 1977 році школи, вступив в Азербайджанський медичний університет. В 23 року почав працювати лікарем, а згодом став головним лікарем санаторію. З початком бойових дій, не дивлячись на серйозну небезпеку здоров'ю та життю, він постійно був у центрі стрілянин та вибухів, зняв на камеру чимало репортажів, брав інтерв'ю в багатьох солдатів та в перших секретарів.
Чингіз Мустафаєв, окрім медицини, захоплювався журналістикою, мистецтвом, музикою. Він першим в Баку створив танцювально-музичний центр «Диско», а також був учасником фольклорної групи «Озан». У 1991 році створив новинну студію «215КЛ». Завдяки своїм передачам він відкрив друге дихання азербайджанському телебаченні та став улюбленцем телеекранів. Знімався у кіно, зокрема у «Інше життя» 1987 року, де зіграв роль Ельдара та Мерзотник 1988 року виходу на телеекрани.
На кадрах, знятих Чінгізом Мустафаєвим з вертольота, видно безладно розкидані всюди тіла розстріляних жителів Ходжалину. На місці трагедії він знімав окремі тіла — в основному дітей, жінок і людей похилого віку, а потім — процес підготовки тіл для відправки вертольотом в Агдам. В ніч з 25 на 26 лютого 1992 року він зняв на відеоплівку наслідки Ходжалинської різанини. Те відео згодом облетіло весь світ, сколихнувши всіх своїм жорстоким поводженням щодо мирного населення.
15 червня того ж року, під час запеклих боїв в селі Нахічевань Нагорного Карабаху, він загинув внаслідок смертельного поранення уламком міни, в той час, як він намагався зняти на камеру наступ вірменської армії. Наступного року, 6 листопада 1993 року, наказом президента Азербайджану Чингіза Мустафаєва було нагороджено званням Національного Героя Азербайджану посмертно. Поховано на Алеї Шахидів в Баку. В честь нього названо санаторії, а у військовому ліцеї, де він навчався, встановили його бюст.